# Prix Utopia
Der Prix Utopia war ein französischer Literaturpreis, der von 1998 bis 2005 an bekannte Autoren der Science-Fiction für das Lebenswerk vergeben wurde. Die Preisverleihung fand beim jährlichen Festival Utopia in Poitiers, seit 2001 beim Festival Utopiales in Nantes statt, wo seit 2007 der Prix Utopiales verliehen wird.
Preisträger waren:
- 1998 Jack Vance
- 1999 Brian Aldiss
- 2000 Frederik Pohl
- 2001 Christopher Priest
- 2002 Robert Silverberg
- 2003 Norman Spinrad
- 2004 Michael Moorcock
- 2005 James Morrow